# 柴灣公眾貨物裝卸區

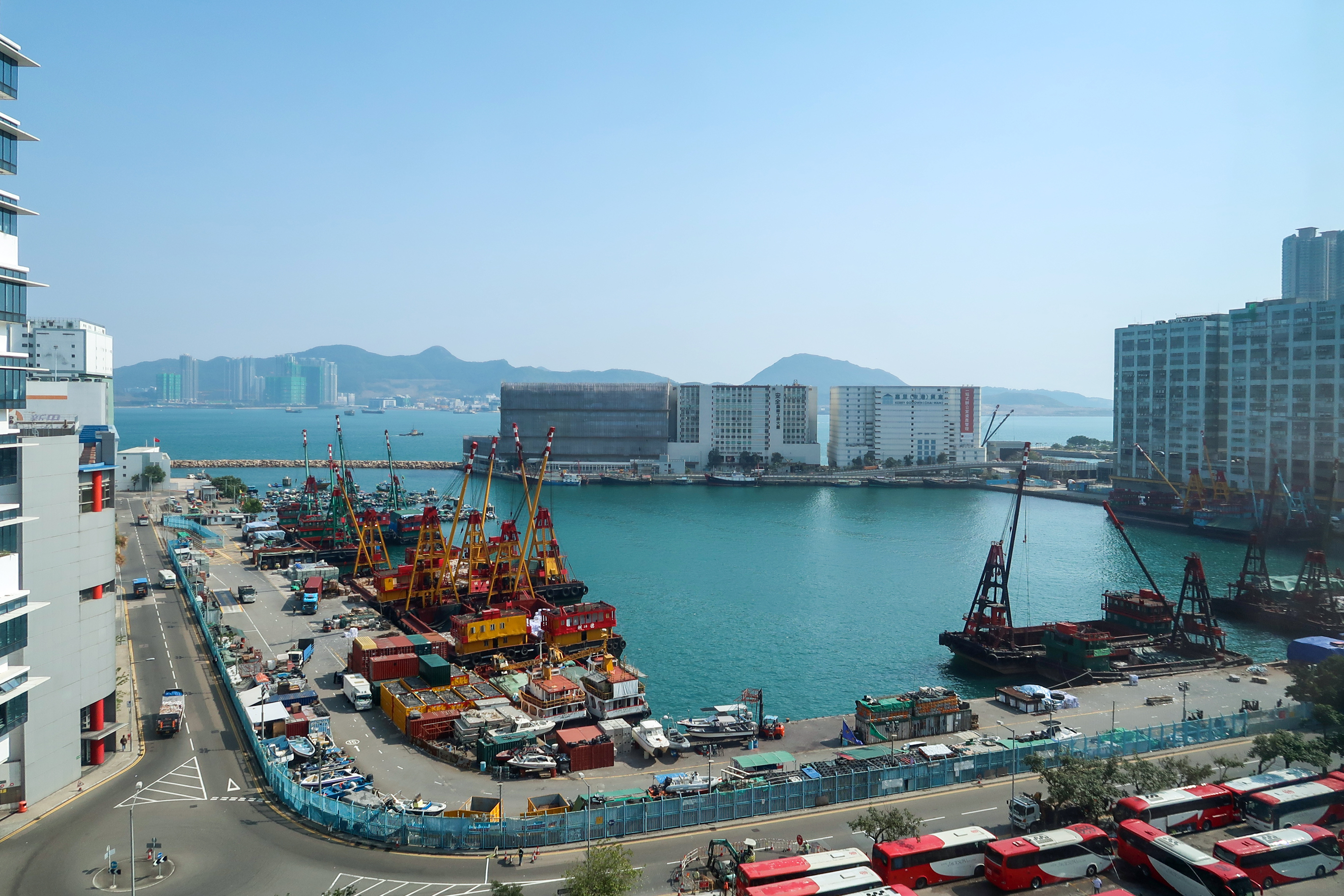
柴灣公眾貨物裝卸區(嘉業街海旁)

柴灣公眾貨物裝卸區（英語：Chai Wan Public Cargo Working Area，簡稱柴灣貨物裝卸區）是香港一個公眾貨物裝卸區，位於香港島柴灣常安街73號的海旁，臨近鯉魚門海峽。
柴灣公眾貨物裝卸區採用一個鄰似避風塘的設計（又稱柴灣貨物裝卸灣），北面有一缺口，其餘三面海旁大多屬裝卸區範圍。柴灣公眾貨物裝卸區的面積為2.12公頃，長620米。